# علامة باتيل
علامة باتيل والتي تُعرف أيضًا باسم كدمات النتوء الحلمي هي علامة طبية تشير إلى كسر في حفرة القحف المتوسطة في الجمجمة التي قد يصاحبها إصابات دماغية رضية، وتأخذ علامة باتيل شكل كدمات على القسم الخشائي من العظم الصدغي نتيجة تسرب الدم على طول مسار الشريان الأذني الخلفي. وسميت العلامة بهذا الاسم نسبة لويليام هنري باتيل.
تستغرق علامة باتيل يومًا واحدًا على الأقل حتى تظهر بعد كسر الابتدائي لقاع الجمجمة، على غرار عيون الراكون. وعادة ما تُلاحظ بعد إصابات الرأس مما يؤدي إلى إصابة النتوء الحلمي ثم إلى وجود كدمات.
أحيانا يحدث الخلط بين علامة باتيل والورم الدموي المنتشر نتيجة كسر الفك السفلي، وهو إصابة أقل خطورة.